# Embassament de Xóvar
L'embassament de Xóvar o d'Ajuez és un embassament ubicat al municipi valencià de Xóvar (l'Alt Palància).
Es tracta d'una bassa construïda sobre el barranc d'Ajuez, a una distància aproximada d'un quilòmetre del nucli urbà. El seu origen es troba en l'època islàmica, quan formava part del sistema de regadiu. Durant els segles següents, l'embassament s'ha continuat emprant per a dotar d'aigua a la vila i als camps, amb l'alçament d'una pressa de 12 metres, resultant de la darrera ampliació, el 1920.
La seua capacitat és de 30.000 m³, tot i que en els darrers anys ha patit de greus problemes de clevills i pèrdues. Entre els seus usos, s'ha incorporat el d'actuació davant dels incendis forestals.